# Jacob Blanquet de la Haye
Pour les articles homonymes, voir Blanquet et Haye.
Jacob Blanquet de la Haye est un général français puis amiral de la marine royale française actif dans l'océan Indien à la fin du XVIIe siècle. Nommé vice-roi et gouverneur des Indes orientales, il est à l'origine de l'une des prises de possession solennelles de l'île de La Réunion, le 5 mai 1671.

## Origine et début de carrière
Né en 1621, au château de Mainvilliers, dans l'actuel Loiret, il est le fils de  Jean Blanquet, et d'Anne Rouault. Issu  d'une famille de petite noblesse, il est dit seigneur de la Haye. Armes : "de gueules à l'aigle éployée d'or, armée de sable". Son titre de baron vient du château de Loury, qu'il achète en 1663.
Il fait ses premières armes sous le gouvernement du cardinal Mazarin. En 1644, il est nommé mestre de camp en second du régiment de Mazarin-Français, rebaptisé plus tard régiment de La Fère. En 1656, il obtient le commandement du château d'Aimeries ; en 1661, il est fait mestre de camp en chef du régiment de La Fère dont il devient ensuite colonel.

## Commandant d'escadre et gouverneur des Indes
En 1669, il est chargé du commandement de l'escadre de Perse et, le 4 décembre, reçoit les instructions de Jean-Baptiste Colbert à ce sujet ; il est alors nommé gouverneur et  lieutenant-général pour le roi en l'île Dauphine, nom alors donné à Madagascar, et dans toutes les Indes orientales par lettre de provision du 5 décembre 1669. Les instructions secrètes de Colbert, sur la recommandation de François Caron, directeur général de la Compagnie française des Indes orientales, prescrivent à Blanquet de la Haye de fonder un établissement en Inde, de préférence dans l'île de Ceylan, productrice de cannelle : la partie occidentale de l'île est solidement tenue par la Compagnie néerlandaise des Indes orientales mais la partie orientale, peu colonisée par les Européens, semble favorable à un tel établissement que le ministre juge avantageux pour sa politique économique (colbertisme). 
Il  part de La Rochelle le 4 mars 1670. Il est secondé par monsieur de Turelle-Thiballier (qui mourra pendant l'expédition, le 24 avril 1672). L'escadre compte 9 vaisseaux : le Navarre, vaisseau amiral de 68 canons, le Triomphe, le Flamant, le Jule, le Saint-Jean de Bayonne, la Diligente et les flûtes la Sultane, l' Europe et l' Indienne. L'escadre prend du retard à cause des avaries de la Sultane puis pour attendre 3 vaisseaux de la Compagnie française des Indes orientales. Après des escales à Lisbonne et Madère, elle passe l'équateur le 29 septembre. Le 22 octobre, elle fait escale à Bahia et, le 25 janvier 1671, double le cap de Bonne-Espérance. À Madagascar, les Français doivent défendre la colonie de Fort-Dauphin contre un chef local nommé Dian Ramoussaye. En avril 1671, l'escadre atteint l'île Bourbon (La Réunion) pour y relâcher et prendre du repos, ayant perdu beaucoup d'hommes en route. Après une nouvelle escale à Fort-Dauphin, l'escadre repart  le 11 août 1672 en direction de l'Inde. Elle passe par les Comores et, favorisée par la mousson du sud, repasse l'équateur le 13 septembre. Elle arrive le 1er octobre devant Surate où Blanquet de la Haye attend le chef du comptoir français, le directeur François Caron, parti fonder un comptoir à Bantam (Java). Caron, bien qu'il soit protestant et n'assiste pas à la messe avec les officiers, est décoré de l'ordre de Saint-Michel, envoyé par Colbert. Le 15 octobre, l'escadre croise un navire anglais qui fait des difficultés pour rendre les honneurs au pavillon français : l'Anglais se soumet après que Blanquet de la Haye, tenant à faire respecter la préséance française, a menacé de le couler. Les relations avec le gouverneur anglais de Surate, représentant la Compagnie anglaise des Indes orientales, sont en revanche fort bonnes.     

### Prise de Trincomalée

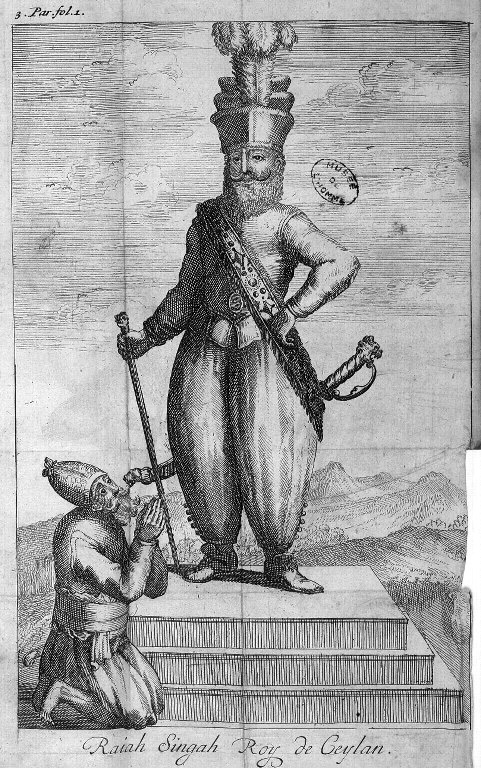
Gravure représentant Râjasimha II Roi de Ceylan, dans l'ouvrage de Robert Knox.

Les Français commencent alors leur campagne contre les bases de la Compagnie néerlandaise des Indes orientales dans l'île de Ceylan, actuellement Sri Lanka. Ils font escale dans les colonies portugaises : le 10 janvier à Daman et le 24 à Goa, qu'ils quittent le 2 février. Le 16 février, l'escadre arrive devant Cranganore, comptoir des Hollandais qui évacuent la place sans combat pour se retirer à Cochin. Le 20 février, l'escadre française arrive en vue de la flotte hollandaise devant Cochin mais le directeur Caron, au nom des intérêts de la Compagnie, s'oppose à ce que Blanquet de La Haye livre bataille.  
Le 28 février, l'escadre arrive en vue de Colombo dans l'île de Ceylan, ancienne possession portugaise conquise par les Hollandais en 1656 grâce à une alliance avec le royaume de Kandy et réputée pour sa production de cannelle. Les Français prennent contact avec les Hollandais mais sans ouvrir les hostilités, affectant de ne vouloir que prendre de l'eau douce.  
Les Français prennent aux Hollandais le fort de "l'île du Soleil" (actuellement Sober Island), dans la baie de Trincomalee. Leur tentative d'ouvrir un comptoir à Trincomalee échoue par le manque de soutien du roi de Kandy, Râjasimha II. La flotte hollandaise commandée par Rijcklof van Goens finit par les encercler et couper toute ressource. Les Français sont contraints de repartir vers le nord.

### Prise de San-Thomé (Inde)

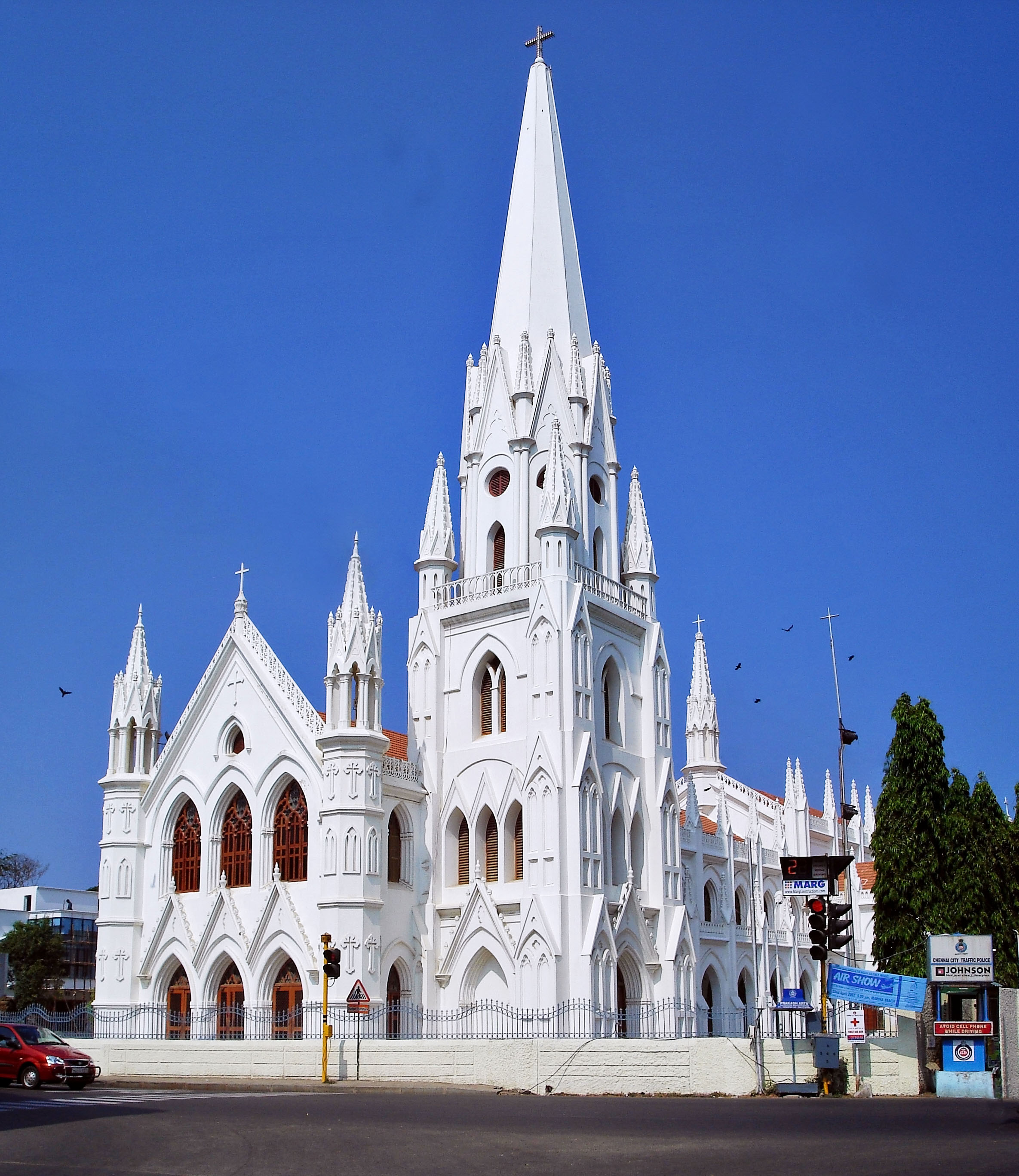
Basilique de San-Thomé (Chennai, Tamil Nadu, Inde)

Prise de San-Thomé (futur faubourg de Madras, l'actuelle Chennai), ville portugaise, sur la côte du Coromandel  (Inde) à Abdul Hasan Qutb Shah, roi de Golconde, le 25 juillet 1672, puis reddition de celle-ci, le 6 septembre 1674. Jacob de la Haye, qui a fait preuve d'un aveuglement obstiné et d'une totale absence de sens diplomatique, quitte la place avec les honneurs de la guerre sur deux vaisseaux prêtés par les Hollandais. Toute sa flotte a été détruite ou s'est échouée et des centaines d'officiers et d'hommes de troupe sont morts.

### Ordonnance de 1674 pour l'île Bourbon
Le 19 novembre 1674, les rescapés de la flotte française arrivent à Saint-Denis. Jacob de la Haye découvre une situation de quasi-insurrection sur l'île. Le 22 novembre, La Heure est révoqué, mis aux fers et rapatrié en France. Avant de repartir le 2 décembre 1674, Jacob de La Haye rédige une charte pour la bonne administration civile et militaire de l'île. Avec 25 articles, c'est la première constitution de l'île Bourbon : entre autres, la chasse (article 12) et les mariages inter-ethniques (article 20) sont interdits ainsi que la capture des tortues (article 16) ; la recherche des "marrons" est encouragée (article 17).

## Retour en France

### Campagne dans les Pays-Bas espagnols
Après les déboires de l'Escadre de Perse, Blanquet de la Haye est  accueilli avec une surprenant mansuétude par Louis XIV à son retour en 1675. Il prend part à la fin de la guerre de Hollande. Le 11 mai 1676, il assiste au siège de Bouchain dans les Pays-Bas espagnols. En juillet 1676, il accompagne le Maréchal d'Humières, commandant 15 000 hommes, avec Vauban et Louvois, au siège d'Aire-sur-la-lys. En septembre 1676, il rejoint le maréchal de Créquy sur la Meuse. L'évêque de Liège, Maximilien-Henri de Bavière, ayant pris parti contre la France, Louis XIV décide d'occuper militairement  le château de Bouillon. Blanquet de la Haye participe à la prise dudit château en octobre 1676. Cette place est ensuite donnée à Godefroy Maurice de La Tour d'Auvergne, qui portait déjà le titre de duc de Bouillon. Puis Blanquet de la Haye participe  à la prise de  Marche-en-Famenne. Le château et ses murs défensifs sont démantelés sur l'ordre du roi de France. 

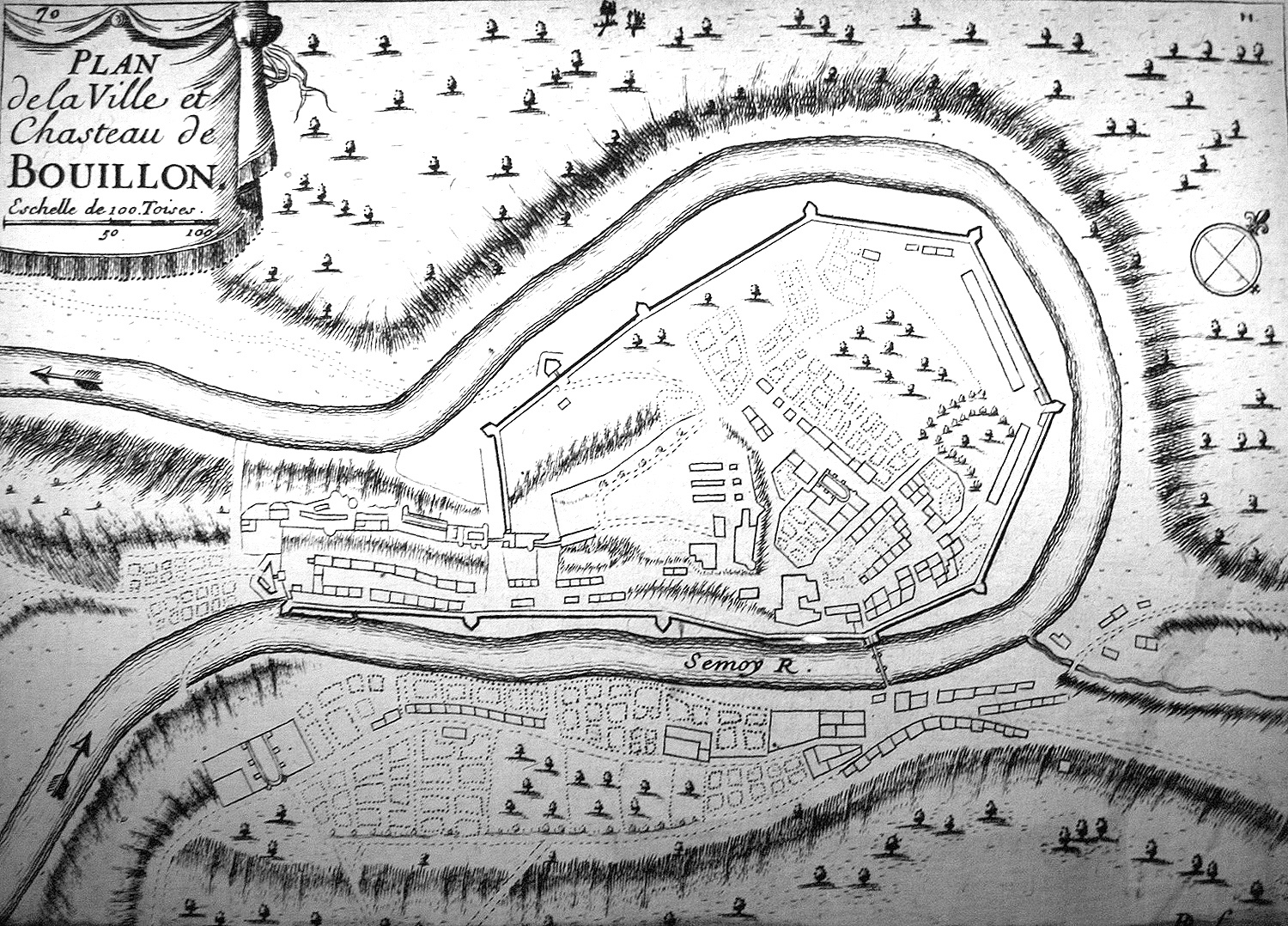
Plan ancien de la ville fortifée et du château de Bouillon (Belgique)

### Campagne sur la frontière lorraine et mort
Il participe à la levée du siège de Deux-Ponts en Palatinat, tenu par Franz Ferdinand von Gallas, général des Impériaux. Nommé commandant de la place de Thionville, il rallie de nouveau Créquy, qui manœuvre pour détruire les troupes lorraines.
M. de la Haye, maréchal de camp, est  blessé à mort le 29 juin 1677, à l’attaque d'un convoi qui allait à l’armée du duc Charles de Lorraine campée près d'Ennery. Il meurt à Thionville le lendemain, 30 juin 1677

## Sources et Bibliographie
- Pinard : Chronologie Historique Militaire.
- Jean Baptiste Pierre Jullien de Courcelles : Dictionnaire historique et biographique des généraux français: depuis le ..
- http://www.chateau-fort-manoir-chateau.eu/chateaux-loiret-chateau-a-loury-chateau-de-loury.html, consulté le 10 avril 2016
- P. Clément : Lettres de Colbert, Tome 3,  2e Partie, p. 461-470
- Philippe Fabry, La Relève de l'Escadre de Perse, Journal de bord d'un vaisseau français aux Indes Orientales sous Louis XIV, Montreuil, Gingko Éditeur, 2004, 380 p.
- Général Suzane  : Historique du régiment de Fère. Histoire de l'infanterie française (1876) tome 4, p. 194-203.
- Sober Island (Trincomalee)  http://soberislandresort.lk/history.html, consulté le 12 mai 2016.
- Joseph Barre : Histoire générale d'Allemagne
- QUINCY : Histoire militaire de Louis XIV, suivie de réflexions et de maximes sur l'art de la guerre, 8 vol, in 4, Paris (1726)
- Louis August Bellanger de Lespinay; Mémoires de L. A. Bellanger de Lespinay, Vendômois, sur son voyage aux Indes orientales (1670-1675), présenté et annoté par Henri Froidevaux, Vendôme, 1895